# Pontificia università cattolica del Cile
La Pontificia università cattolica del Cile è un'università cilena con sede a Santiago del Cile.

## Storia
L'università fu fondata il 21 giugno 1888 con un decreto dell'Arcivescovado di Santiago del Cile. Monsignor Joaquín Larraín Gandarillas è stato il primo rettore.
Dal 2010 è rettore dell'istituto Ignacio Sánchez.

## Le facoltà
- Agronomia e ingegneria forestale
- Architettura, disegno e urbanistica
- Arte
- Scienze Biologiche
- Scienze Economiche e amministrative
- Scienze Sociali
- Comunicazioni
- Lettere
- Giurisprudenza
- Istruzione
- Filosofía
- Fisica
- Storia, geografía e scienze politiche
- Ingegneria
- Matematica
- Medicina
- Chimica
- Teologia